# Helina deleta
Helina deleta este o specie de muște din genul Helina, familia Muscidae. A fost descrisă pentru prima dată de Stein în anul 1914. Conform Catalogue of Life specia Helina deleta nu are subspecii cunoscute.